# Dieter Quester
Dietrich Erwin „Dieter“ Quester (* 30. Mai 1939 in Wien) ist ein ehemaliger österreichischer Motorboot-, Motorrad- und Automobilrennfahrer.

## Karriere
Dieter Quester begann 1957 mit Motorbootrennen, 1962 holte er den Europameistertitel in der 500-cm³-Rennbootklasse (Außenbordmotor). Von 1963 bis 1965 versuchte er sich auf Norton, NSU und BMW im Motorradsport, jedoch ohne überragende Erfolge.
1965 wechselte er in den Automobilrennsport. Er wurde Tourenwagen-Europameister in den Jahren 1968 und 1969 auf BMW 2002 ti, 1977 auf einem BMW CSL 3,5 von Alpina und 1983 auf BM 635 CSi im Schnitzer-Werksteam.
Ab 1968 war er Werksfahrer für BMW und einer der frühen Instruktoren des BMW-Fahrertrainings. 1969 sollte er erstmals in einem Formel-2-Rennen am Nürburgring starten, doch nach dem tödlichen Trainingsunfall seines Rennkollegen Gerhard Mitter zog BMW die Teilnahme zurück. Danach folgten mehrere Formel-2-Siege auf BMW, im Gesamtklassement wurde er im Jahr 1971 Dritter. Als eine seiner stärksten Leistungen bezeichnet Quester seinen Sieg beim Formel-2-Rennen am 11. Oktober 1970 in Hockenheim: Gegen Ende der letzten Runde lag er in der Eingangskurve zum Motodrom rechts neben Clay Regazzoni, der nach innen zog und Questers Wagen berührte. Der BMW stieg auf, geriet in die Wiese und fuhr schwer beschädigt weiter, während Regazzonis Tecno für einen Moment ebenfalls außerhalb der Strecke stehen blieb. Quester gewann das Rennen über 35 Runden in 1:16:34,4 Stunden und mit einem Durchschnitt von 186,17 km/h mit 1,7 Sekunden Vorsprung vor Regazzoni.
Questers einzige Teilnahme an Formel-1-Rennen, dem Großen Preis von Österreich am 18. August 1974, für das Team Surtees (auf Surtees TS9) erbrachte aus Startposition 25 Platz 9 in der Wertung. Wegen persönlicher Differenzen zwischen ihm und John Surtees startete Quester nicht beim Großen Preis der USA am 6. Oktober 1974. Der für ihn zum Einsatz gekommene Helmut Koinigg verunglückte in dem Rennen tödlich.
In den 1970er- und 1980er-Jahren folgten weitere Tourenwagen- und Procar-Rennen, unter anderem ein Klassensieg in Le Mans und ab 1989 die Teilnahme an der Deutschen Tourenwagen-Meisterschaft.
Von 1994 bis 1999 war Quester aktiv in den US-Rennserien IMSA, ALMS und der US Sportscars Championship. 2001 und 2002 startete er auf Porsche 911 GT3-R in Daytona und Sebring und beteiligte sich an der FIA-GT-Meisterschaft. 2006 und 2007 gewann er auf BMW E46 (M3) bzw. BMW Z4 M Coupé von Duller Motorsport jeweils das 24-Stunden-Rennen von Dubai und das 24-Stunden-Rennen von Silverstone. In den folgenden Jahren bis über seinen 75. Geburtstag hinaus nahm Quester an Wettbewerben mit historischen Fahrzeugen teil.

## Trivia
Bei einem Rennen der Deutschen Tourenwagen-Meisterschaft im Jahr 1990 überquerte Dieter Quester auf der AVUS die Ziellinie auf dem Dach rutschend, was noch für den dritten Platz reichte.

## Galerie

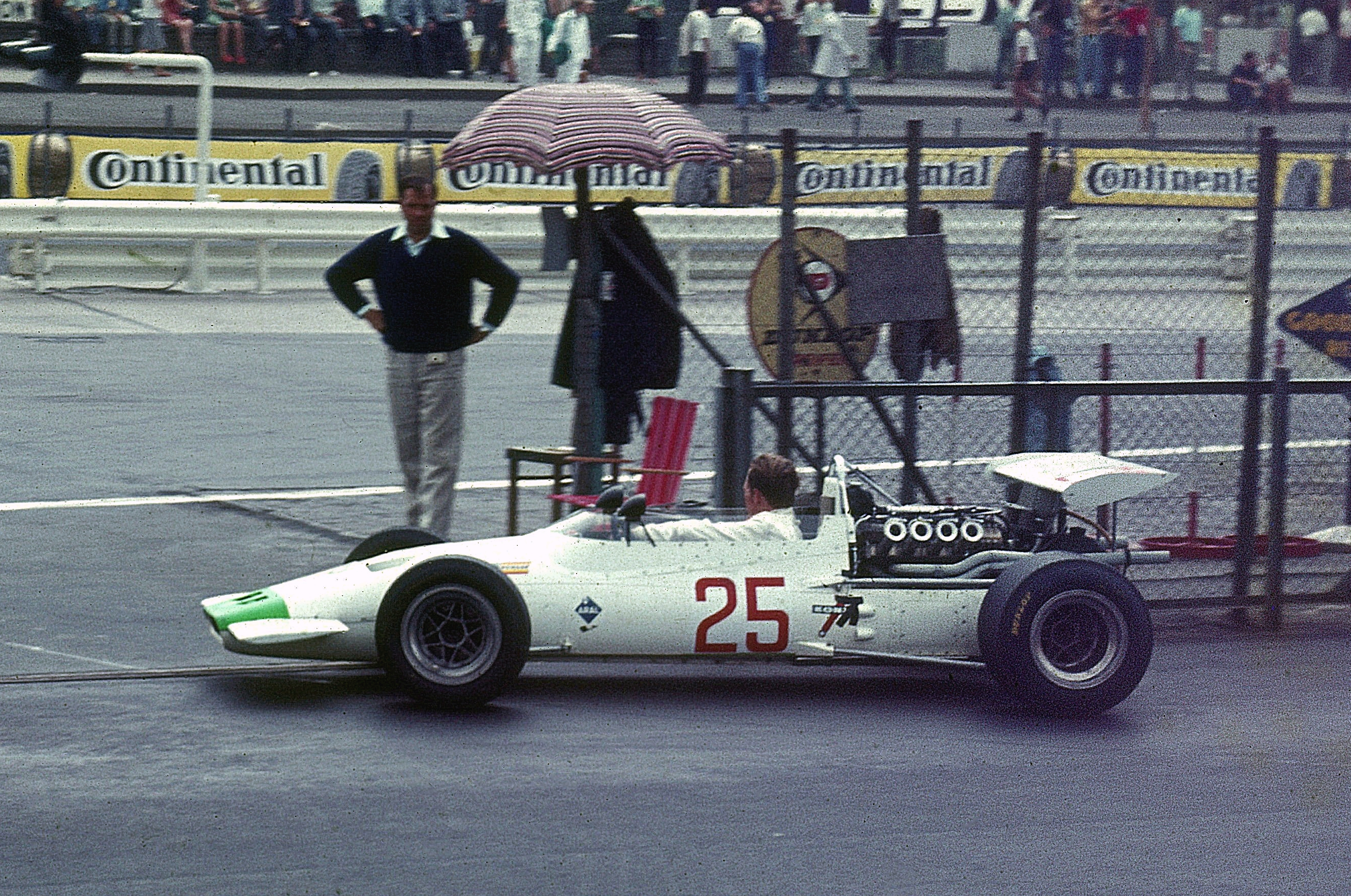
Quester nach dem Training am 1. August 1969 im BMW F269
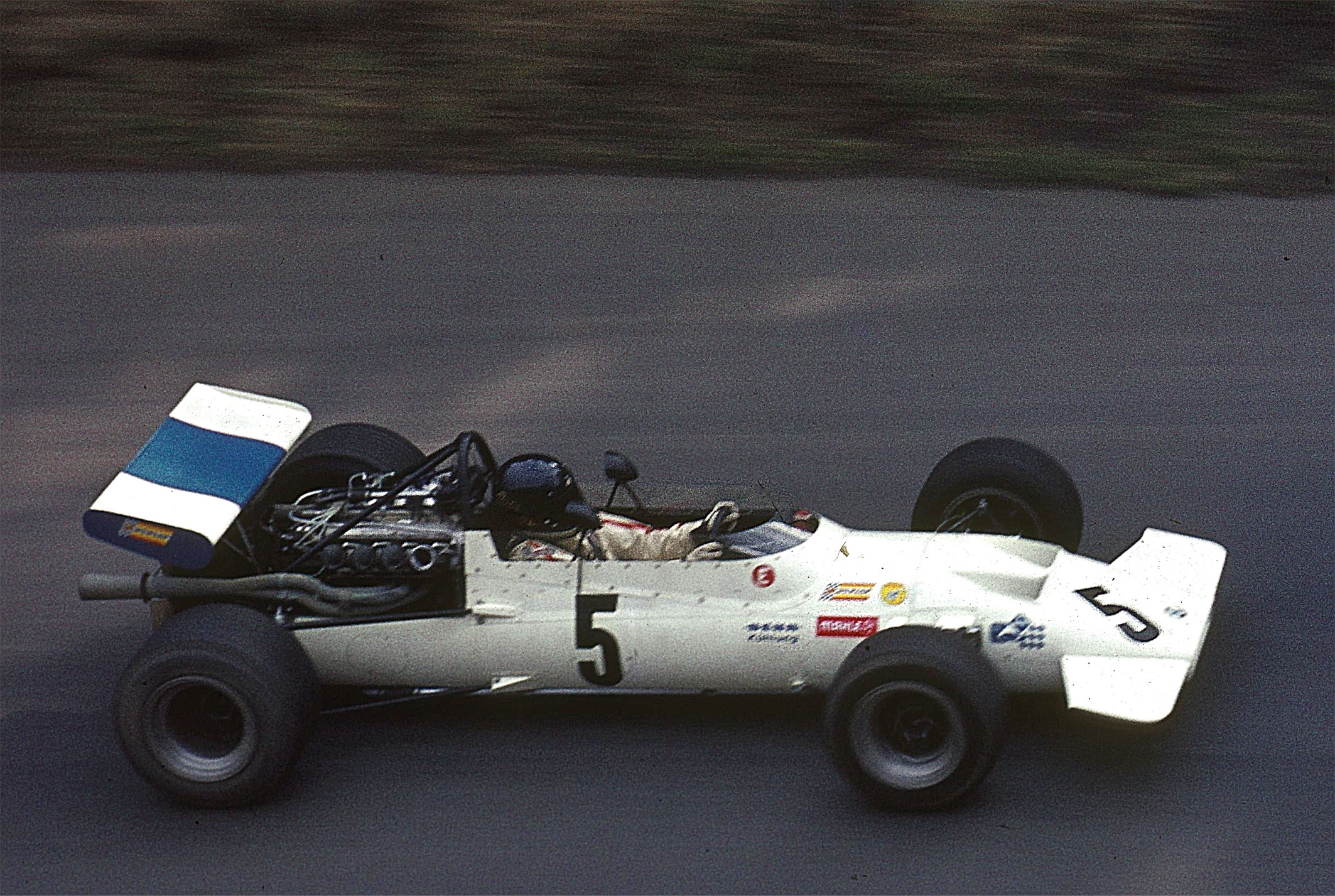
Training zum Eifelrennen 1970 mit dem Formel-2-BMW
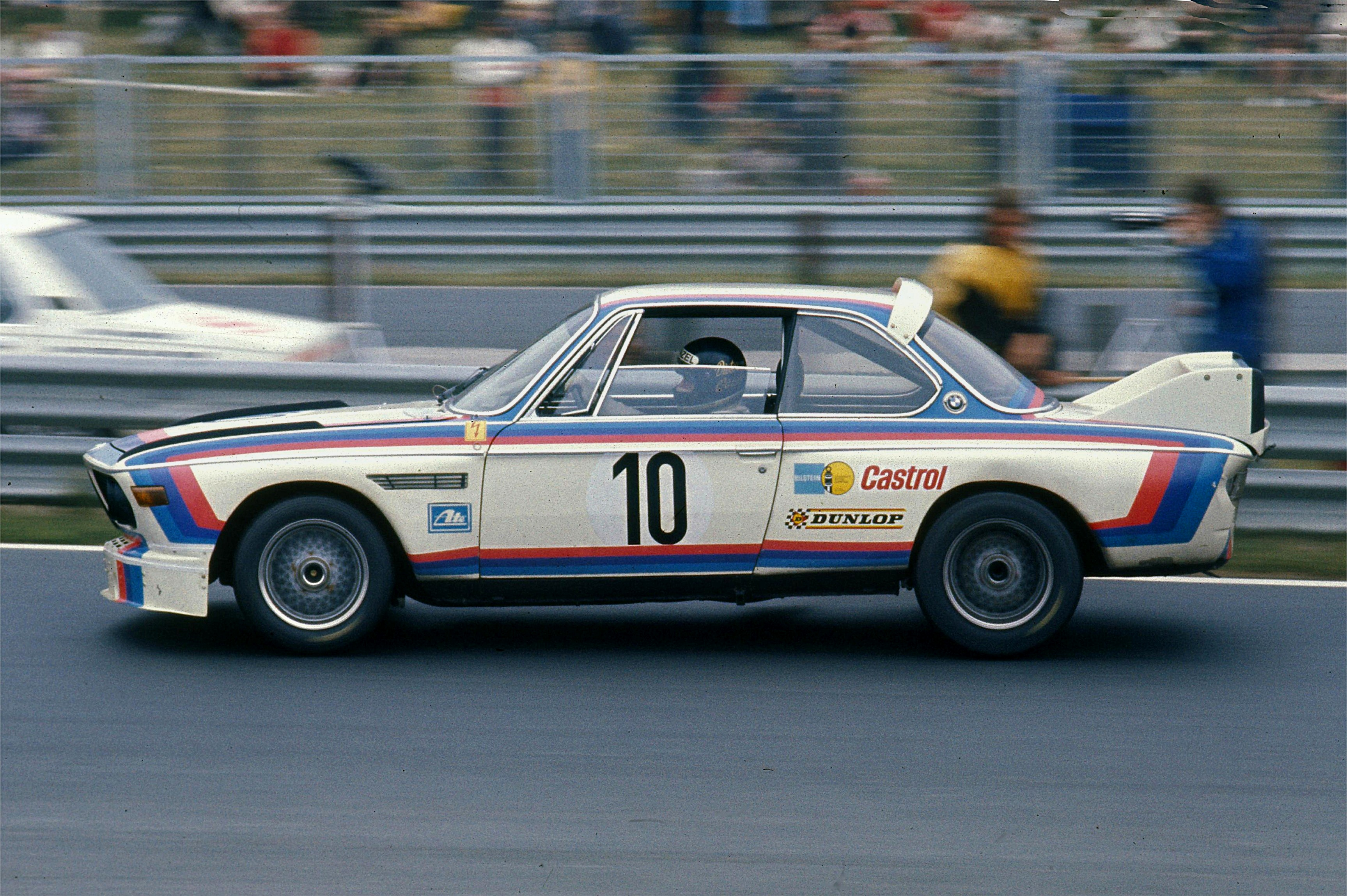
Im BWW CSL beim GP der Tourenwagen 1973 auf dem Nürburgring
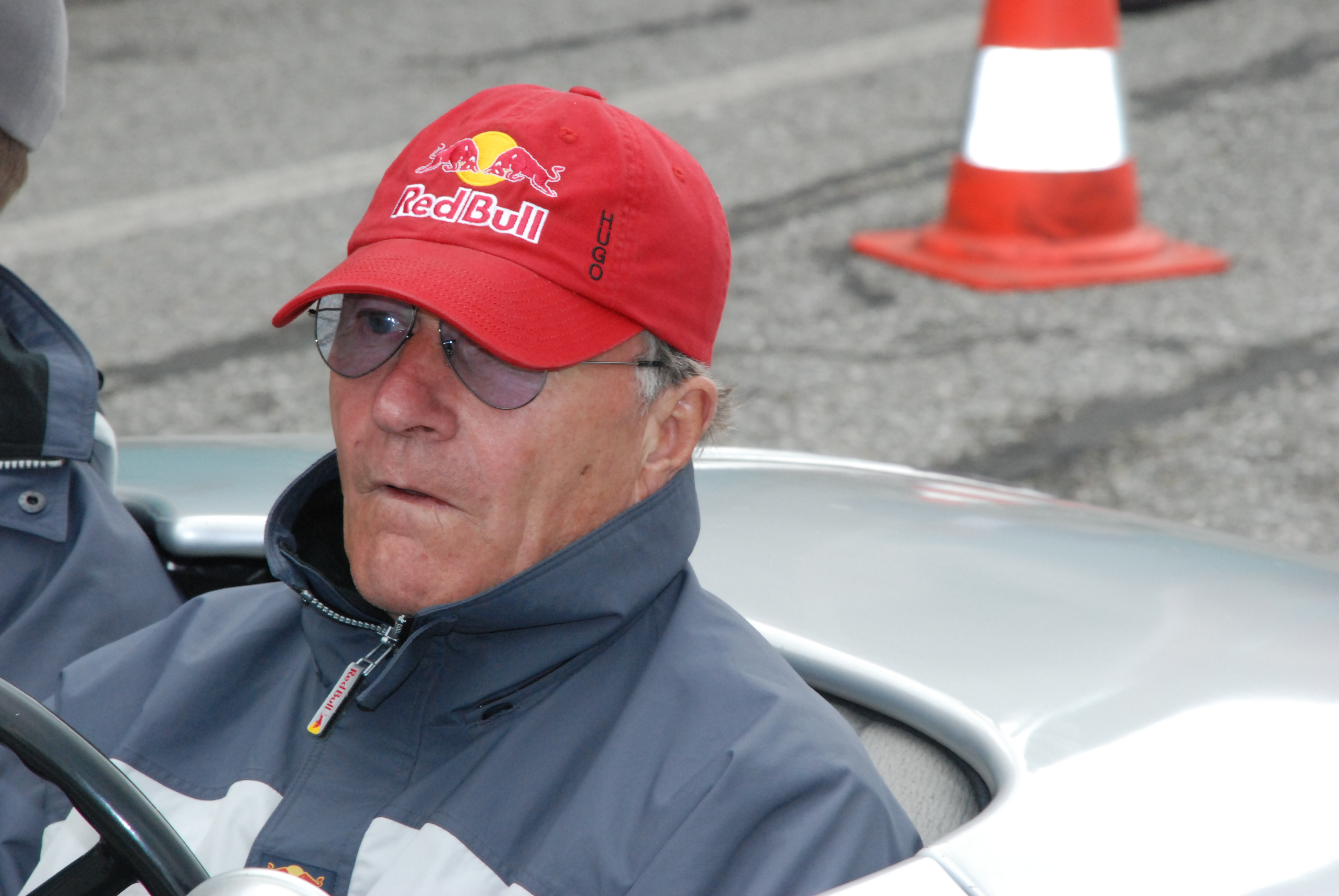
Dieter Quester 2008

## Statistik

### Statistik in der Automobil-Weltmeisterschaft

#### Gesamtübersicht
| Saison | Team    | Chassis      | Motor  | Rennen | Siege | Zweiter | Dritter | Poles | schn. Rennrunden | Punkte | WM-Pos. |
| ------ | ------- | ------------ | ------ | ------ | ----- | ------- | ------- | ----- | ---------------- | ------ | ------- |
| 1974   | Surtees | Surtees-Ford | TS16   | 1      | –     | –       | –       | –     | –                | –      | 31.     |
| Gesamt | Gesamt  | Gesamt       | Gesamt | 1      | –     | –       | –       | –     | –                | –      |         |

#### Einzelergebnisse
| Saison | 1 | 2 | 3 | 4 | 5 | 6 | 7 | 8 | 9 | 10 | 11 | 12 | 13 | 14 | 15 |
| ------ | - | - | - | - | - | - | - | - | - | -- | -- | -- | -- | -- | -- |
| 1974   |   |   |   |   |   |   |   |   |   |    |    |    |    |    |    |
|        |   |   |   |   |   |   |   |   |   |    | 9  |    |    |    |    |

| Legende  | Legende            | Legende                                                          |
| Farbe    | Abkürzung          | Bedeutung                                                        |
| -------- | ------------------ | ---------------------------------------------------------------- |
| Gold     | –                  | Sieg                                                             |
| Silber   | –                  | 2. Platz                                                         |
| Bronze   | –                  | 3. Platz                                                         |
| Grün     | –                  | Platzierung in den Punkten                                       |
| Blau     | –                  | Klassifiziert außerhalb der Punkteränge                          |
| Violett  | DNF                | Rennen nicht beendet (did not finish)                            |
| Violett  | NC                 | nicht klassifiziert (not classified)                             |
| Rot      | DNQ                | nicht qualifiziert (did not qualify)                             |
| Rot      | DNPQ               | in Vorqualifikation gescheitert (did not pre-qualify)            |
| Schwarz  | DSQ                | disqualifiziert (disqualified)                                   |
| Weiß     | DNS                | nicht am Start (did not start)                                   |
| Weiß     | WD                 | zurückgezogen (withdrawn)                                        |
| Hellblau | PO                 | nur am Training teilgenommen (practiced only)                    |
| Hellblau | TD                 | Freitags-Testfahrer (test driver)                                |
| ohne     | DNP                | nicht am Training teilgenommen (did not practice)                |
| ohne     | INJ                | verletzt oder krank (injured)                                    |
| ohne     | EX                 | ausgeschlossen (excluded)                                        |
| ohne     | DNA                | nicht erschienen (did not arrive)                                |
| ohne     | C                  | Rennen abgesagt (cancelled)                                      |
| ohne     | keine WM-Teilnahme |                                                                  |
| sonstige | P/fett             | Pole-Position                                                    |
| sonstige | 1/2/3/4/5/6/7/8    | Punktplatzierung im Sprint-/Qualifikationsrennen                 |
| sonstige | SR/kursiv          | Schnellste Rennrunde                                             |
| sonstige | *                  | nicht im Ziel, aufgrund der zurückgelegten Distanz aber gewertet |
| sonstige | ()                 | Streichresultate                                                 |
| sonstige | unterstrichen      | Führender in der Gesamtwertung                                   |

### Le-Mans-Ergebnisse
| Jahr | Team                        | Fahrzeug      | Teamkollege          | Teamkollege        | Platzierung             | Ausfallgrund       |
| ---- | --------------------------- | ------------- | -------------------- | ------------------ | ----------------------- | ------------------ |
| 1973 | BMW Motorsport              | BMW 3.0 CSL   | Toine Hezemans       |                    | Rang 11 und Klassensieg |                    |
| 1976 | BMW Motorsport GmbH         | BMW 3.5 CSL   | Albrecht Krebs       | Alain Peltier      | Ausfall                 | Wagenbrand         |
| 1978 | BMW Great Britain           | Osella PA6    | Tom Walkinshaw       | Rad Dougall        | Ausfall                 | Unfall             |
| 1980 | BMW France                  | BMW M1        | Didier Pironi        | Marcel Mignot      | Rang 14                 |                    |
| 1981 | Würth Lubrifilm Team Sauber | BMW M1        | Marc Surer           | David Deacon       | Ausfall                 | Motorschaden       |
| 1982 | BMW Cassetten Team GS Sport | Sauber SHS C6 | Jean-Louis Schlesser | Hans-Joachim Stuck | Ausfall                 | Motorlager         |
| 1983 | John Fitzpatrick Racing     | Porsche 956 C | John Fitzpatrick     | David Hobbs        | Ausfall                 | Benzinpumpendefekt |
| 1986 | Kouros Sauber Racing Team   | Sauber C8     | Christian Danner     | Henri Pescarolo    | Ausfall                 | Getriebeschaden    |

### Sebring-Ergebnisse
| Jahr | Team                       | Fahrzeug          | Teamkollege      | Teamkollege        | Teamkollege   | Platzierung | Ausfallgrund |
| ---- | -------------------------- | ----------------- | ---------------- | ------------------ | ------------- | ----------- | ------------ |
| 1985 | Busby Racing               | Porsche 962       | Pete Halsmer     | Rick Knoop         |               | Rang 3      |              |
| 1993 | Ed Arnold Racing           | BMW M5            | Chris Hodgetts   | David Donohue      |               | Rang 20     |              |
| 1994 | Pegasus Racing             | Pegasus           | Pete Halsmer     | Oliver Kuttner     | Wolf Zweifler | Rang 16     |              |
| 1995 | Prototype Technology Group | BMW M3            | John Paul junior |                    |               | Rang 20     |              |
| 1996 | Prototype Technology Group | BMW M3            | Pete Halsmer     | Manfred Wollgarten | Javier Quiros | Rang 15     |              |
| 1997 | Prototype Technology Group | BMW M3            | Marc Duez        | Boris Said III     |               | Rang 15     |              |
| 2000 | RWS Motorsport             | Porsche 911 GT3-R | Luca Riccitelli  | Philipp Peter      |               | Rang 14     |              |
| 2001 | RWS Motorsport             | Porsche 911 GT3-R | Norman Simon     | Philipp Peter      |               | Ausfall     | Aufhängung   |

### Einzelergebnisse in der Sportwagen-Weltmeisterschaft
| Saison | Team                    | Rennwagen              | 1   | 2   | 3   | 4   | 5   | 6   | 7   | 8   | 9   | 10  | 11  | 12  | 13  | 14  | 15  | 16  | 17  |
| ------ | ----------------------- | ---------------------- | --- | --- | --- | --- | --- | --- | --- | --- | --- | --- | --- | --- | --- | --- | --- | --- | --- |
| 1967   | BMW                     | Lola T110              | DAY | SEB | MON | SPA | TAR | NÜR | LEM | HOK | MUG | BRH | CCE | ZEL | OVI | NÜR |     |     |     |
| 1967   | BMW                     | Lola T110              |     |     |     |     |     |     |     |     |     | 3   |     |     |     |     |     |     |     |
| 1972   | Abarth-Osella           | Abarth 2000SP          | BUA | DAY | SEB | BRH | MON | SPA | TAR | NÜR | LEM | ZEL | WAT |     |     |     |     |     |     |
| 1972   | Abarth-Osella           | Abarth 2000SP          | DNF |     |     |     |     |     |     |     |     |     |     |     |     |     |     |     |     |
| 1973   | BMW                     | BMW 3.0 CSL            | DAY | VAL | DIJ | MON | SPA | TAR | NÜR | LEM | ZEL | WAT |     |     |     |     |     |     |     |
| 1973   | BMW                     | BMW 3.0 CSL            |     |     |     |     |     |     | 9   | 11  |     |     |     |     |     |     |     |     |     |
| 1976   | Schnitzer               | BMW 3.5 CSL Osella PA4 | MUG | VAL | NÜR | MON | SIL | IMO | NÜR | ZEL | PER | WAT | MOS | DIJ | DIJ | SAL |     |     |     |
| 1976   | Schnitzer               | BMW 3.5 CSL Osella PA4 | DNF | DNF |     |     | DNF |     | 1   | 1   |     | 5   |     | 6   |     | 3   |     |     |     |
| 1977   | Enzo Osella Osella      | Osella PA5             | DAY | MUG | DIJ | MON | SIL | NÜR | VAL | PER | WAT | EST | LEC | MOS | IMO | SAL | BRH | HOK | VAL |
| 1977   | Enzo Osella Osella      | Osella PA5             |     |     | DNF |     |     |     |     |     |     |     | DNF |     |     |     |     |     |     |
| 1978   | Faltz BMW Great Britain | BMW 320i Osella PA6    | DAY | SEB | MUG | TAL | DIJ | SIL | NÜR | LEM | MIS | DAY | WAT | VAL | ROD |     |     |     |     |
| 1978   | Faltz BMW Great Britain | BMW 320i Osella PA6    |     |     | 3   |     | DNF |     | 7   | DNF | 5   |     | 3   | DNF |     |     |     |     |     |
| 1980   | BMW France              | BMW M1                 | DAY | BRH | SEB | MUG | MON | RIV | SIL | NÜR | LEM | DAY | WAT | SPA | MOS | ROA | VAL | DIJ |     |
| 1980   | BMW France              | BMW M1                 |     |     |     | 6   |     |     |     |     | 14  |     |     |     |     |     |     |     |     |
| 1981   | BMW Oreca Sauber        | BMW M1                 | DAY | SEB | MUG | MON | RIV | SIL | NÜR | LEM | PER | DAY | WAT | SPA | MOS | ROA | BRH |     |     |
| 1981   | BMW Oreca Sauber        | BMW M1                 | 16  |     |     | 4   |     |     | 13  | DNF |     |     |     |     |     |     |     |     |     |
| 1982   | Sauber                  | Sauber SHS C6          | MON | SIL | NÜR | LEM | SPA | MUG | FUJ | BRH |     |     |     |     |     |     |     |     |     |
| 1982   | Sauber                  | Sauber SHS C6          | DNF |     |     |     |     |     |     |     |     |     |     |     |     |     |     |     |     |
| 1983   | Fitzpatrick Racing      | Porsche 956            | MON | SIL | NÜR | LEM | SPA | FUJ | KYA |     |     |     |     |     |     |     |     |     |     |
| 1983   | Fitzpatrick Racing      | Porsche 956            | DNF |     |     |     |     |     |     |     |     |     |     |     |     |     |     |     |     |
| 1984   | BF Goodrich             | Lola T616              | MON | SIL | LEM | NÜR | BRH | MOS | SPA | IMO | FUJ | KYA | SAN |     |     |     |     |     |     |
| 1984   | BF Goodrich             | Lola T616              | DNF |     |     | DNF |     |     |     |     | 11  |     |     |     |     |     |     |     |     |
| 1986   | Sauber                  | Sauber C8              | MON | SIL | LEM | NÜN | BRH | JER | NÜR | SPA | FUJ |     |     |     |     |     |     |     |     |
| 1986   | Sauber                  | Sauber C8              | DNF |     |     |     |     |     |     |     |     |     |     |     |     |     |     |     |     |